# Talulah Gosh
Talulah Gosh war eine englische Twee-Band aus Oxford, die von 1986 bis 1988 bestand.

## Geschichte
Gründungsmitglieder waren die Sängerin und Gitarristin Amelia Fletcher (* 1. Januar 1966), der Gitarrist Peter Momtchiloff (* 1962), der Bassist Rob Pursey (* 1964) und die Gitarristin und Backgroundsängerin Elizabeth Price (* 1966), als Schlagzeuger wurde Amelia Fletchers sechzehnjähriger Bruder Mathew (* 5. November 1970; † 14. Juni 1996 (Selbstmord)) eingespannt. Pursey und Price verließen die Band nach wenigen Monaten und wurden durch Chris Scott und Eithne Farry (* 1965) ersetzt.
Den Bandnamen wählten sie nach einer gleichlautenden Schlagzeile eines Interviews des New Musical Express über    Clare Grogan, die Leadsängerin der Altered Images. Ihr erstes Konzert gaben sie am 7. März 1986, im Mai spielten sie eine Live-Session auf BBC Radio 1. Im Dezember des Jahres  veröffentlichten sie dann ihre ersten beiden Singles Beatnik Boy und Steaming Train beim Glasgower Label 53rd & 3rd. Mit ihrem melodiösen Gitarrenpop knüpften sie zum einen an den Punk der späten 1970er an, Fletchers helle Stimme und die Backgroundvocals von Price und Farry zeigten zudem deutlich den Einfluss von Girlgroups der 1960er wie den Shangri-Las und den Ronettes. Nicht zuletzt dank der überschwänglichen Berichterstattung seitens der englischen Musikpresse (der Melody Maker betitelte sie einmal gar als beste Band der Welt) wurden Talulah Gosh neben Bands wie The Field Mice und Primal Scream zur Speerspitze der Twee und Indie-Pop-Schule, die sich spätestens seit der Veröffentlichung des C86 – Mixtapes als eigene Subkultur darstellte.
Talulah Gosh veröffentlichten zeit ihres Bestehens nur vier Singles sowie die EP Steaming Train. Der Höhepunkt ihrer Karriere war im Januar 1988 eine Live-Session bei John Peel; im Herbst 1988 löste sich die Band auf. Erst danach erschienen viele ihrer Tracks erstmals. Zunächst erschien Rock Legends Vol.69, eine Zusammenstellung ihrer Singles, die beiden Radio-1-Sessions dann 1991 unter dem Titel They've Scoffed The Lot. 1996 erschien dann die CD Backwash mit allen Studio- und Liveaufnahmen der Band – insgesamt nur 25 Tracks. Diese CD erhielt in der Kritik des New Musical Express die nur sehr selten vergebene Höchstnote 10.
Die Fletcher-Geschwister, Momtchiloff und der vormalige Bassist der Band, Rob Pursey, gründeten nach der Auflösung von Talulah Gosh die Band Heavenly, die in Indie-Kreisen ebenfalls bald Kultstatus erreichte.

## Diskografie

### Singles
- Beatnik Boy, 1986
- Steaming Train, 1986
- Talulah Gosh, 1987
- Bringing Up Baby, 1987
- Testcard Girl, 1988

### EPs und Sampler
- Steaming Train, EP, 1986
- Rock Legends Vol.69, Singles compilation, 1988
- They've Scoffed The Lot, Radio Sessions, 1991
- Backwash, Gesammelte Werke, 1996
- Was It Just a Dream?, 2013